# Chungthang
Chungthang est un village indien situé dans l'état indien du Sikkim,District du Sikkim septentrional.
On y trouve le Gurdwara Nanaklama, un temple sikh.